# ハーフライフ2
『ハーフライフ2』（Half-Life 2、HλLF-LIFE 2、略称: HL2）は、アメリカのValve Softwareによって開発されたファーストパーソン・シューティングゲーム。『ハーフライフ』の正統な続編。Windows版は2004年、Xbox版は2005年、Xbox 360日本語版は2008年に発売された。
事前にグラフィックカードの大手ATIが「ATIクーポン」と呼ばれる『ハーフライフ2』を起動させるためのキーを自社の製品に添付するという大規模なキャンペーンを行い、プロモーション映像では高画質なグラフィックと物理エンジンの動作が話題を呼んだ。しかし開発中のバージョンが流出するという騒ぎが発生し一年ほど発売が延期される（この流出版は「リーク版」や「HL2.Anon」と言われ実行可能な状態であった）。

## モード
1. シングルモード
2. マルチプレーヤー（HλLF-LIFE 2:DEATH MATCH, HL2:DM）。こちらは単独作品扱いであり、前作『ハーフライフ』における「Half-Life DeathMatch」があくまで『ハーフライフ』のマルチプレイヤーモードを指す呼称だったのに対し、『HL2:DM』は別ゲームとしてインストールされる。そのため、Steamでの『ハーフライフ2』単体購入や、『ハーフライフ2 エピソード1』（以下『Ep1』）+『ハーフライフ2 エピソード2』（以下『Ep2』）+『Portal』+『Team Fortress 2』のセットである『The Orange Box』の購入ではインストールされない。ATI製、もしくはNVIDIA製のグラフィックボードを使用していると無料でダウンロードが可能[2][3]であった。現在は終了している模様。

## 内容

### ストーリー
舞台は前作から約15年後の世界、異世界ゼン (Xen) の生物が地球に根付き、ブラック・メサ時代の上司ブリーン博士が支配する管理された東欧の都市「シティ 17」を中心としてストーリーは進行する。G-Manによって半ば無理やり送り込まれた主人公ゴードン・フリーマン博士は、レジスタンスとともに、支配者であるコンバインたちとブリーン博士との戦いに身を投じることとなる。
続編として、『ハーフライフ2 エピソード1』（HλLF-LIFE 2 Episode One）が2006年6月2日に発売、また『ハーフライフ2 エピソード2』（HλLF-LIFE 2 Episode Two）が2007年10月9日に発売され、ゲームパック『The Orange Box』にも収録された。続編『ハーフライフ2 エピソード3』（HλLF-LIFE 2 Episode Three）の発売日は未定。
本編の体験版とは別に、『ハーフライフ2 ロスト・コースト』（HλLF-LIFE 2 Lost Coast）が2005年10月27日にリリースされている。これは「17号ハイウェー」の没シナリオを再利用したもので、改良されたSource Engineの技術デモと、続編の開発の遅れを紛らわす目的でリリースされたもので、単体で動作し、無料でプレイが可能。

#### チャプター
本編は14チャプターに分けられる。体験版ではチャプター1とチャプター6がプレイ可能。
1. 挿入点（Point Insertion）
2. "特別な日"（A Red Letter Day）
3. ルート・カナール（Route Kanal）
4. ウォータハザード（Water Hazard）
5. ブラック・メサ・イースト（Black Mesa East）
6. "レーベンホルムには行かない..."（"We Don't Go To Ravenholm..."）
7. 17号ハイウェー（Highway 17）
8. サンドトラップ（Sand Trap）
9. ノバ・プロスペクト（Nova Prospekt）
10. 輸送網（Entanglement）
11. 敵性市民1（Anticitizen One）
12. "フリーマンに続け!"（"Follow Freeman!"）
13. 我が支援者たち（Our Benefactors）
14. 暗黒エネルギー（Dark Energy）

前作と同じく各マップは特定の箇所にプレイヤーが差し掛かると次のものがロードされるという方式を採用しており、ステージといった明確な区切りが存在しないシームレスなストーリー展開になっている（上のチャプターの区分も、あるところに差し掛かるとチャプター名が画面上に数秒間表示されるだけである）。また同様にイベントシーンはムービーを使わずリアルタイムにレンダリングされ、それもすべてプレイヤーの操る主人公ゴードンの視点で目撃される仕組みになっている。

### 登場人物
ゴードン・フリーマン博士（Dr. Gordon Freeman）
声 : 無し
モデル : ケリー・ベイリー
本作の主人公。マサチューセッツ工科大学卒。本作では、前作のエピローグにおいてG-Manの部下となることを選択した設定になっている。反乱軍においては英雄とみなされており、行く先々でレジスタンスの兵士から熱い歓迎を受ける。G-Manによって別の次元に幽閉されていたため老化はしていないようであるが、時折「仕事」を命じられ各地に派遣されているようである（その一つが『ロスト・コースト』のストーリーと思われる）。
前作同様ゲーム中一言もしゃべらない。それを逆手にとってアリックスや一般市民から「無口な人」と呼ばれるという開発者のユーモアも盛り込まれている。
イーライ・バンス博士（Dr. Eli Vance）
声 : ロバート・ジローム
モデル : 非記載 (一般人)
前作ハーフライフからの登場人物。前作の事件の際に片足を失っている。現在はレジスタンスの中心人物の一人として、秘密基地“ブラック・メサ・イースト”でゼンを経由したテレポータ装置などを研究・開発している。
アリックス・バンス（Alyx Vance）
声 : マール・ダンドリッジ
モデル : ジャミル・マレン
本作より初登場した、今シリーズのヒロイン及びVR専用ソフト『Alyx』の主人公。イーライ・バンスの娘。銃器の扱いに優れている他、頭脳明晰で機械の扱いにも長けている。
ちなみに前作に存在したゴードンのロッカーにおいて幼い赤ん坊の写真があるが、これはアリックスとは無関係だとされている。
バーニィ・カルフーン（Barney Calhoun）
声 : マイケル・シャピーロ
モデル : スコット・リンチ
前作から引き続いての登場人物。以前はブラック・メサの警備員を務めており、前作のスピンオフ『HλLF-LIFE:BLUE SHIFT』の主人公でもあった。現在はコンバインのメトロコップに成りすまし、情報収集に当たっている模様。戦闘技能も確かなようで、蜂起後はレジスタンスたちの陣頭指揮を取る。
アイザック・クライナー博士（Dr. Isaac Kleiner）
声 : ハリー・S・ロビンズ
モデル : テッド・コート
物理転送技術の権威。シティ17に研究所を構え、市民の脱出の手助けをしている。
のちにレジスタンスのリーダーに就任するが、その気の弱さからか仲間からはあまり頼りにされていない様子である。
ウォレス・ブリーン博士（Dr. Wallace Breen）
声：ロバート・カルプ
モデル : ロジャー・グエイ
かつてブラック・メサの所長であった人物。ブラック・メサの騒動の際侵攻してきたコンバインと手を結び、現在はコンバイン側の地球における事実上の統治者として人類の管理に当たっている。コンバインの支配が人類に革新をもたらすと考えているが、改造人間の兵士達と様々な生物兵器を使って圧政を敷いており、市民やレジスタンスからは忌み嫌われている。
ジュディス・モスマン博士（Dr. Judith Mossman）
声 : ミシェル・フォーブス
ブラック・メサ・イーストでイーライ・バンスと共に研究をしている。ブラック･メサの事件には居合わせなかった模様。アリックスとは当初イーライを巡り不仲であった。
イーライの研究を重要なものと考え、彼の身の安全を保障することを条件にブリーンと内通する。だがブリーンにその気がないことを知ると再びレジスタンス側に味方し、最終的にはアリックスとも和解した。
DOG
アリックスの護身用にイーライが開発したロボット。初期は小型だったが、改造を重ねた末に現在の大きさになったらしい。その容姿はDOG（犬）というよりゴリラに近い。人語は話さないが知能は極めて高く自律的な行動が可能で、さらに電子音や仕草で自らの感情を表現することもでき、まるで本当の生き物のような仕草を見せる。アリックスや仲間達のためなら危険も顧みない勇敢さと驚異的な怪力を持ち合わせる。そのパワーはガンシップやストライダーにつかみかかり一人で撃退したり、ゴードン、アリックス二人を乗せた廃車を崖を挟んで数十メートル先にあるブリーンの要塞まで投げ飛したりするほど。
火器は特に持たないが、右腕にグラビティガンを内蔵している。また頭部はコンバインのスキャナーの部品を流用している。
ちなみに、正式な表記は「DØG」で、それが表記出来ない場合は「D0G」となる場合もある。
グリゴリ神父（Father Grigori）
声 : ジム・フレンチ
モデル : ダニエル・ドシウ
レーベンホルムの神父。教区の住人が全滅したことから狂気に陥っている模様。街のいたるところにトラップを張り巡らせ、“救済”と称してゾンビを退治することに取り憑かれている。
とはいえ、まともな人間とゾンビを区別できるだけの正気はまだ保っているようで、ゴードンを街の各所で援護してくれたり、武器や物資を提供して手助けしてくれるなど、ゾンビだらけのレーベンホルムにおいてほぼ唯一の味方と言える存在でもある。
オデッサ・カベッジ大佐（Colonel Odessa Cubbage）
レジスタンスの幹部。イギリス英語を話す。ゴードンと出会う前にG-Manとなんらかの会話をしていたようである。
G-Man
声 : マイケル・シャピーロ
モデル : フランク・シェルドン
前作から登場している謎の人物。特徴のある怪しい英語を喋り、テレポート（?）で現れたり消えたりしており、人間ではないかのような描写がされている。
ボーティガンツ（Vortigaunt）
声 : ルイス・ゴセット・ジュニア
前作ではエイリアン・スレイブという呼称で敵として登場したXenのエイリアンの種族。ゴードンの活躍により前作のラストボス、ニヒランスの直接の支配から解放された。現在はレジスタンスと友好関係にあり、人類のコンバイン打倒に手を貸す。抽象的・哲学的な物言いが特徴。
四肢を持ち比較的人間に近い姿だが、赤い1つの単眼と4つの補助眼を持つ。一対の腕のほかに胸部に小さい副腕を備えている。念話や念力などサイキック能力を有しており、複数人集まればG-Manの行動に干渉することすらできる模様。HEVスーツの充電やフェロポッドの摘出、超能力による敵の撃退等でゴードンを手助けしてくれる。またレジスタンスのアジトでは白衣を着て研究をしていたり、コック帽をかぶり料理をしている様子も見られる。
単独でも高い戦闘力を持ち、前作でも見せた射程の長い電撃、近接戦闘では容赦のない体術、敵に囲まれても放電による範囲攻撃と隙が無く、援軍に付くと非常に頼もしい味方となる。
中にはコンバインの捕虜になり労役や拷問を受けたりしている（ゲーム開始直後やノバ・プロスペクトで見られる）個体もいるが、念話により遠くの仲間と会話が出来る為、偶発的か自発的かはともかく皆半ばスパイとして活動し、ブラックメサ・イーストに逐一情報を送っている。
前作で（お互いやむを得ぬ事情があったとはいえ）同族を殺したゴードンに対しては「許しを与えることはできない」としつつも、それ以上にナイーランスの支配からの解放者である彼を自分たちにとって重要な存在だと強く認識しており、おおむね協力的に接してくれる。
アーン・マグヌッセン博士（Dr. Arne Magnusson）
EP2から登場。一見すると自己顕示欲が強く、権威主義で、細かいことをいつまでも根に持ち、言動は常に尊大な口調で嫌味ったらしいと言う扱いにくい人物。ホワイトフォレストではストライダー撃退用の粘着爆弾「マグヌッセン装置（ストライダーバスター）」を開発している。
その特徴的な言葉遣いはボーティガンツたちの間で流行となり、元々神秘的な口調の彼らだったがそれ以降、より一層大げさな表現を用いるようになった。

### コンバインフォース

#### 人間型
民間保安軍（Civil Protection、CP）
武装: スタンスティック、信号弾、USP Match、MP7、マンハック
通称メトロコップ。「人類を裏切ってコンバイン側についた人間」であり、人体改造は施されていない。入隊すると、通常は生きるために最低限の栄養分しか入っていない味気のない糧食しか支給されないところが、栄養のある食事や好きな嗜好品が許可される、家族の身の安全が保証される、などの大きな特典が付くため、これにつられる民間人が後を絶たない。
オーバーウォッチソルジャー「一般兵」（Overwatch Soldier）
武装: MP7、パルスライフル（プライマリのみ）、手榴弾
一般的にオーバーウォッチトランスヒューマンアームと呼ばれる兵士たち、コンバインに人体改造を施された兵士。灰色と紺の迷彩服にアーマーを装備している、骨格の強制的な変更や機械の埋め込み、人工声帯や人工肛門の搭載等、感情の排除、最早組織からの離脱が不可能なレベルにまで改造をされており。人類から「7時間で進化」した「ホモ・サピエンス・コンバイヌス」と言う新・新人類であるというプロパガンダがなされている。　　　　　　　　　　　　　　　　　　　　　　　　　　　　　　　　　　　　　　　　　　　　　　　　　　　　オーバーウォッチソルジャー「ショットガンナー」
武装：SPAS12、
接近戦に特化したオーバーウォッチソルジャーの一つで赤茶色の戦闘服にアーマーを装備している、肩にオーバーウォッチエリートの腕章がつけられており一般兵よりも格上の存在である。
オーバーウォッチソルジャー「狙撃兵」（Overwatch Sniper）
武装: 狙撃銃
建造物の窓に身構え、正確な狙撃をしてくる。潜んでいる窓を爆発物で攻撃することでのみ倒すことができる。
オーバーウォッチソルジャー「エリート兵」（Overwatch Elite）
武装: パルスライフル（プライマリ、セカンダリ）
オーバーウォチソルジャーの中でも一番位が高い兵士。白い制服を着ており、赤色のモノアイをしている。
ストーカー（Stalker）
武装: 溶接レーザー
コンバインに逆らった人間のなれの果て。体格が戦闘向きでない場合はこちらに振り分けられる。主に要塞内で兵器の整備などをしており、『Ep1』まで交戦することはない。

#### 機械
タレット（Turret）
対象を自動で銃撃する機械。三脚式のものと固定式のものがある。
三脚式のものは破壊する事は出来ないが、物をぶつけるかグラビティガンや爆発物で吹き飛ばして転倒させれば無力化させられる。一部のチャプターでは、敵キャラクターを攻撃するように設定が書き換えられたものが登場する。
固定式のものは、壁に設置されているレーザー式センサーに触れると起動し、壁や床の中から姿を現す。起動中に手榴弾を投げ込めば破壊することが出来る。
マンハック（Manhack）
飛行しながらこちらに接近し、回転する刃で切り裂いてくるドローンのような兵器。基本的に集団で飛来するが、メトロコップが投げ付けてくることもある。グラビティガンで捕まえることが出来る。
ハンターチョッパー（Hunter-Chopper）
戦闘ヘリ。エネルギーをチャージした後に機銃掃射をして来たり、爆雷を散布したりする。追い詰められると、大量の爆雷をばら撒く。
ローラーマイン（Rollermine）
球形の自律兵器。近づくと電流を帯びて体当たりしてくる。乗り物に取り付くこともでき、車体を大きく揺らして操縦を妨害してくる。爆発物で攻撃するか、水に落とすことで破壊可能。グラビティガンで捕まえることが出来る。アリックスが一緒に行動している場合、敵を攻撃するようにプログラムを書き換えてくれる。
ホッパーマイン（Hopper Mine）
ジャンプ機構を備えた地雷。近づくと顔の高さあたりまで飛び上がって爆発する。グラビティガンで地面から引き剥がすことで設置し直すことができる（この際ランプの色が変わり、敵にのみ反応するようになる）。直接敵にぶつければ、燃料缶などと同じように爆発する。
スキャナー（City Scanner）
市街を巡回し、不審者などを発見すると写真撮影を行うドローン。この際に焚くフラッシュは非常に強力で、直視すると数秒間視界を奪われてしまう。偵察や捜索の任務の際にも投入される。ダメージを与えると、攻撃者に向かって突撃してくることがある。破壊するとたまにバッテリーを落とす。グラビティガンで捕まえることが出来る。
APC（Armored Personnel Carrier）
コンバインの機動展開に使われている装甲車両。誘導ロケットで攻撃してくる。

#### 合成兵器
シールドスキャナー（Shield scanner）
カニの甲殻のような外装で覆われた、戦闘用のスキャナー。通常のスキャナーと同様にフラッシュで視界を妨害するほか、ホッパーマインを運搬、設置する場合もある。
ドロップシップ（Dropship）
輸送機。コンバインの技術で生み出された半生体兵器で、生物である航空機部分が輸送物資を抱きかかえて飛行する。ドロップシップ自体には武装は無いが、人員輸送用コンテナを抱きかかえた個体は、正面に立つとコンテナ付属の機銃で攻撃して来る。
ガンシップ（Gunship）
空対地攻撃機。ドロップシップと同様に半生体兵器であり、昆虫にも魚類にも見える姿をしている。後部の大型ローターとジェットエンジンで飛行しており、頭部に備えたパルスガンは高い対地攻撃力およびRPG迎撃能力を持つ。また直下に強力な対地レーザーを発射可能。
ストライダー（Strider）
三本脚を持つ、巨大なタカアシガニのような外見の半生体兵器。さながらパニック映画に登場する怪獣のような位置付けがされている。RPG、またはパルスライフルのセカンダリで倒すことができる。
クラブ・シンセ(Crab Synth)
大きなカニのような姿をした歩行兵器。実際にプレイヤーの相手になることは無いが、要塞内で見ることができる。用途は不明だが、ガトリング砲のようなものを据え付けられている。
モーター・シンセ（Mortar Synth）
カニの甲殻のような外装で覆った浮遊兵器。実際にプレイヤーの相手になることは無いが、要塞内で見ることができる。スキャナーに比べて大きく、人ほどのサイズがある。
ハンター（Hunter）
『Ep2』から登場。ストライダーを小さくしたようなフォルムをしており、当たった後一定時間で爆発する矢を発射してくる。耐久力が高い上に素早く、かなりの強敵。重量物をぶつける、車で轢く、等の少々手荒な真似をしないと相手にするのは難しい。

### 敵性生物
ヘッドクラブ
シリーズ中で最も代表的な、Xenの原生生物。人間の頭部めがけて覆いかぶさるようにして飛び掛り、腹にある口で直接攻撃してくる。泳げないため、水中に飛び込むと溺死する。
ヘッドクラブに張り付かれてしまった人間は体を乗っ取られ、やがてゾンビになる。
コンバインは動物兵器として利用しており、抵抗勢力が潜んでいると思われる街にヘッドクラブを詰めたカプセルを撃ち込み、町の人間を問答無用でゾンビにして無力化する戦法をとっている。ただしヘッドクラブ自体を隷属させている訳ではなく、指揮系統が崩壊した『Ep1』以降では統制が取れなくなり、皮肉にも使役していたコンバイン兵にも牙を剥くようになった。
食用に耐えるらしく、「ウォーターハザード」の章ではヘッドクラブを丸焼きにして調理しているボーティガンツも存在する。クラブと名が付いているがカニの味はしないらしい。
クライナー博士は腹部の歯を切除したヘッドクラブをヘディ・ラマーから名前を取り「ラマー」と名づけて飼っている。体重は8.5ポンド程度で、無害とはいえ人間には懐いていないようで、相変わらずバーニィの頭に飛び掛かろうとしたりする。また絶えずあちこち動き回り行方知れずとなり博士を困らせるなど、トラブルメーカーである。
ファストヘッドクラブ
本作から初登場したヘッドクラブの亜種。通常種よりも長い脚を持ち、移動速度が速くなっている。
ポイズンヘッドクラブ
本作から初登場したヘッドクラブの亜種。黒い体色と僅かに生えた体毛が特徴。名前の通り神経毒を有しており、攻撃を受けると一気に体力を1まで減らされてしまう（直後にHEVスーツによって自動的に解毒剤が投与され、徐々に回復する）。
ゾンビ
ヘッドクラブに寄生された人間。こちらに接近し爪で攻撃する他、物体を飛ばしてぶつけてくる。ヘッドクラブの分泌する毒素で身体的にも相当な変異を起こしており、指は鉤爪のように伸び、腹部は肋骨が飛び出し内臓が露になっている。ヘッドクラブの品種によって移動速度や耐久力、攻撃手段が異なるが、基本的に頑強で力も強い。ヘッドクラブが死体を操作しているようなものであるため、寄生された人間の知能は失われる（目の前に放射能で汚染された沼や燃え盛る火の海、あからさまな罠があっても構わず敵に直進する）。呻き声は人間の発するそれである(（「Oh God, Help me!」の逆再生）。胴体を真っ二つにされても上半身だけで攻撃対象に這い進んできたりする。更に、倒しても頭部のヘッドクラブが生き残ることがある。
ファストゾンビ
ファストヘッドクラブに寄生された人間がゾンビ化したもの。寄生者の性質に合わせてか通常のゾンビよりもスピードが大幅に上がっており、更に大ジャンプで建物間を飛び移ったり、壁に張られたパイプをよじ登るなど高い身体能力を持つ。
ポイズンゾンビ
複数のポイズンヘッドクラブに寄生された人間がゾンビ化したもの。RPG一撃では体力を削りきれないほど高い耐久力を持つ。直接攻撃のほか、寄生されているポイズンヘッドクラブを投げつけてくることがある。
コンバインゾンビ（ゾンバイン）
ヘッドクラブに寄生されゾンビ化したコンバイン兵士。『Ep1』から登場する。ポイズンゾンビ程ではないものの高い耐久力を持ち、時折走り寄ってくる為に厄介な敵。懐から手榴弾を取り出し自爆してくることがあるが、この手榴弾はグラビティガンで奪うことができる。
アントライオン
「17号ハイウェー」のチャプターから登場する、砂地の下に潜む超大型の虫。短距離ではあるが飛翔能力を持つ。音に敏感な性質を持っており、地表を歩く人間の僅かな足音にも反応して地中から無数に出現し襲い掛かる。その反面コンバインが設置した「アントライオンリペラー（サンパー）」による地響きは恐れて近づかない。泳ぐことは出来ず、水中に入ってしまうと、ひとしきりもがいて絶命する。またグラビティガンで撃つとひっくり返ってしまい、起き上がるまで一定時間無力化する。フェロポッドを手に入れた後は、これを使ってアントライオンを従え、攻撃およびフォローの命令を下すことができる。かつてはボーティガンツの先祖によって養殖されていたこともある。
アントライオンワーカー（アシッドライオン）
『Ep2』に登場するアントライオンの亜種。こちらを狙って酸液を飛ばす能力を持つ。
アントライオンガード
アントライオンのメス。いわゆる女王アリである。飛翔能力はないが、その巨体による突進と前脚による一撃は強力。ドラム缶や車などの大型の物体を攻撃対象目掛けて弾き飛ばすこともできる。ボーティガンツの力により体内からフェロポッドを搾り出せる。またボーティガンツはアントライオンガードのことを「ミュルミドーント」と呼称する。『Ep2』では、何度も対決することにはなるがフェロポッドは入手出来ない。また、黄緑色の体色をした個体が登場する。
アントライオンの幼虫
『Ep2』に登場。甲虫の幼虫に似た姿をしている。その場から動かず、攻撃してくることも無く、触れるだけで倒すことができる。倒すと体力を回復する黄緑色の玉を落とす。
バーナクル
暗がりの天井に多く生息する大型のフジツボのような生物。舌を垂らし獲物を待ちうけ、これに触れた全ての生物を釣り上げ、食べてしまう。武器やドラム缶などの無機物は釣り上げはするものの、食べずにその場に落とす。
前作でも登場した生物で、『HλLF-LIFE:OPPOSING FORCE』においては武器としても使われていた。
イクチオサウルス
前作でも登場した水生生物。クライナー博士の研究所からのテレポートに失敗するシーンで登場するが、直接戦う場面は無い。
リーチ
前作でも登場した水生生物。海中へ侵入すると無数に出現し、瞬く間に体力を減らされてしまう。プレイエリア外への侵入ペナルティのような扱いで、攻撃しても命中しないため倒す事も出来ない。
「ロスト・コースト」では、絶滅した魚の代わりに食糧として漁獲されている事が語られている。
鳥
ストーリーには全く関係せず、ほとんど背景効果のような扱いだが、攻撃を加えると死ぬ。種類はハト、カモメ、カラスなどがいる。この世界で唯一確認できる動物。

### 武器
スタンスティック
民間保安軍が使用する、電気ショックを与える警棒。シングルプレイモードでは入手できない。『HL2:DM』では、バールに比べて一撃のダメージ量に優れる。
バール（Crowbar）
ゴードン博士のシンボルとも言える工具、今作でも最初に手に入る武器である。『HL2:DM』では、スタンスティックに比べて攻撃間隔の短い点で優れるが、時間当たりのダメージ量はどちらもほぼ同じ。
ピストル（H&K USP Match 9mm）
最初に手に入る銃火器。命中精度に優れる（前作ほどの正確さは無くなった）が、威力は低い。
マグナム（コルト・パイソン）
高い精度と威力を兼ね備える高性能な武器。持ち運べる弾薬の少なさと大きな反動、リロード時間の長さが欠点。
サブマシンガン（H&K MP7）
コンバインやレジスタンスの主力武器。弾薬は大量に手に入るが、精度と威力はそれほど高くない。セカンダリはグレネードランチャーを発射。
監視員標準仕様パルスライフル
主にコンバインの上級兵が使用する武器。一般的なFPSにおけるアサルトライフルに相当する。ボルトからチャンバーにかけて露出しているという特異な構造を持ち、チューブ上のカートリッジを撃針が打つ様子が直接視認できる。バレル周辺にマガジンをもち、リロード動作は人間の手を必要としない。最大装弾数は30/60発。命中率、威力共に高水準。セカンダリでは壁でバウンドし、触れたものを分解するエネルギー球を発射する。
ショットガン（Franchi SPAS-12）
近距離用のショットガン。セカンダリでは高威力の2発同時発射が可能だが、当然弾薬を2倍消費するほか射撃間隔が若干長くなる。
クロスボウ
一般的なものとは異なり、矢には鉄筋を使用。付属のバッテリーにより鉄筋を赤熱させてから発射するため、殺傷力は高い。スコープによるズームが可能で、ほかのゲームのスナイパーライフルのような役割を持つが、弾速が遅く、ゆるい放物線を描くために動き回る敵には当てにくい。命中した敵の背後に障害物がある場合、そこに死体を釘付けにする効果を持つ。前作のようなマガジン式では無くなったため、連射は出来なくなった。
RPG
ロケットランチャー。レーザー誘導が可能なのは前作と共通だが、今作はレーザー誘導をOffにすることが出来なくなった。かなり鋭い誘導性能を持つ。レーザーの向いている方向ではなく、レーザーが当たっているところを目標にするので、目標を通り過ぎてしまっても再度目標にレーザーを合わせれば戻ってきて命中させられる。外観はAT-4に酷似している。
手榴弾
プライマリの投擲力が一定になり、セカンダリでは近くに落としたり、しゃがんだ体勢から転がしたり出来るように変更された。投げずにタメて爆発までの時間を調整することは出来なくなった。
フェロポッド（虫寄せ）
「サンドトラップ」の後半で登場。アントライオンガードの体内器官を抽出したもの。プライマリーでフェロポッドを投げ、命中箇所にアントライオンを集合させられ、セカンダリで握ることで自分の元へ呼び寄せられる。個数は無限。猛烈な臭いを放っているため、コンバイン（一般兵のみ）を一時的に混乱させる効果もある。
零点エネルギー銃（重力銃）
通称グラビティガン。生物を除く物体を引き寄せたり、掴んだり、はじき飛ばしたり出来る。一定重量以上の物体ははじき飛ばすことしかできない。本来は危険物を取り扱うために開発されたもの。持ち上げた物体を盾にして敵の攻撃を防いだり、敵に直接ぶつけて攻撃したり、敵の投げてきた物を逆に投げ返してしまうことも可能。「我が支援者たち」の章や『Ep1』序盤では武器没収システムの誤作動によって強化される。強化後は効力が生命体にまで及ぶようになるうえ、巨大な物体を無理やり引き寄せて破壊する事すら可能。
SLAM（Selectable Lightweight Attack Munitions）
その場に放り投げて遠隔操作で起爆したり、壁や床などに貼り付けてトリップマインとして使用できる爆弾。シングルプレイモードでは入手できず、『HL2:DM』のみで使用可能。
なお、開発段階（流出版）においては実在の銃器としてAK-47、XM29 OICW、H&K MP5K、H&K MP7（上記の物とはモデルは別物）、H&K GR9が、また架空銃の「Sniper Rifle」、車への備え付けでないガウスガン、プラズマ照射機、信号拳銃などが登場していた。

### その他
H.E.V.スーツ マークV
正式名称、マークV（ファイブ）・有害環境用スーツ (The Mark V Hazardous Environment Suit)。主に外的衝撃からの保護、フラッシュライトや走行補助、所持弾数の管理、近距離での通信機能、視界のズーム機能、水中での酸素供給、痛み止め・解毒剤・血漿の自動投与、自動診断・治療システム、放射線・有害な化学物質の検知等、様々な機能で主人公を補助してくれる。
マッドスキッパー（エアボート）
水上を疾走する一人乗りボートだが、地上も走ることが可能。河川および放射性物質に満ちたエリアを縦断するために必要となる。最初は攻撃手段は轢き殺す以外にはないが、途中でボーティガンツの手によりハンターチョッパーの機銃が装備される。
偵察車（バギー）
フレームとロールバーのみで構成された車。乱暴な走りをしても壊れることは無いが、エアボートよりも地形の影響を受けやすく、スピンや横転をしやすい（横転した場合はグラビティガンを使用して起こすことになる）。また、一定以上の深さの水に潜ってしまうとエンジンが停止してしまう。据え付けのタウ粒子砲は無限に撃つことが出来、後方にはサブマシンガンの弾が無限に入った弾薬箱が用意されている。Shiftキーでターボによる急加速が可能。
マッスルカー
『Ep2』のチャプター3「橋上のフリーマン」から登場する黄色のスポーツカー。所々外装が欠落してさび付いたフレームが剥き出しになっていたり、運転席の床も抜けていて地面が丸見えであったりと、一見ボロボロの車体であるが、バギー同様にターボ加速も可能。助手席にアリックスが搭乗し、共に移動することになる。途中でレーダーが装備され、隠されたアイテムやマグヌッセン装置の供給ポートの位置を知ることが出来る。終盤にはマグヌッセン装置を一個まで搭載して持ち運び可能。

## MOD
MOD（正式名称は"Modification"）とは、元のゲームのゲームエンジン（『ハーフライフ2』ではSourceエンジン）を用いて作られた全く新しいサードパーティー製のゲームのことを言う。大半のMODは無料で公開されている。
現在ではSteamを通して公認MODをDLできるほか、非公認MODも有志の手によって製作されている。Sourceエンジンのエディターは、特定のゲームを入手した際、一緒にSteam経由でダウンロード出来る"Source SDKキット"であり、これを用いることにより、比較的簡単に製作が可能。人気のある大型MODはValveの公式なサポートを受けられるようになり、正式なソフトとして他のゲームと同じ手順でインストールが出来るようになった。

## 関連用語
Steam（スチーム）
VALVe社が開発したゲームコンテンツ配信用プラットフォーム。違法コピーの排除やコンテンツ配信時の負荷を複数のサーバーに肩代わりさせることで配信することが出来る。
Source Engine（ソースエンジン）
2004年2月3日、VALVe社はフランスのゲーム開発会社のARKANE STUDIOS（Arx Fatalisの開発部門）との提携を発表し、すでに開発されていたソースエンジンのライセンス使用を取得し、『ハーフライフ2』と同梱する『カウンターストライク』のソースエンジンとなった。環境マップ機能や、従来のエンジンにはなかったHDR（『HL2』リリース当時には搭載されず、『EP1』でSourceエンジンがアップデートされた際に搭載、同時に『HL2』本編もバージョンアップされ、一部シチュエーションで使われるようになった）や法線マップによって細密な背景を描写し、またキャラクターの複雑な表情を表現できる新たなフェイシャルシステム。またHavok社製の物理エンジンを搭載した。
Steamによりエンジン自体も逐次アップデートされている。上記のようにリリース当時には搭載されていなかったHDRのサポートや、バグフィックスも自動で行ってくれる。
忍耐
本作の発売がリーク騒ぎで大幅に遅れた上、開発期間を短縮するためにとエピソード形式を取ったはずの『Ep1』も延期が相次ぐ。そして『Ep2』も結局延期を繰り返した挙句、『ブラックボックス』と呼ばれる『Ep2』+『Team Fortress 2』+『Portal』を納めたパッケージが発売中止（グラフィックボードに付属されるOEM版は存在）になるなど、ひたすら待たせられることから言われている。元ネタはゲイブがインタビュー中に「プレーヤーに求める物は何ですか?」という質問に「忍耐」と答えたことから。